# Simulium shangchuanense
Simulium shangchuanense är en tvåvingeart som beskrevs av Shu Wen An och Hao 1998. Simulium shangchuanense ingår i släktet Simulium och familjen knott. Inga underarter finns listade i Catalogue of Life.